# 1887 en photographie
| Années de la photographie : 1884 - 1885 - 1886 - 1887 - 1888 - 1889 - 1890    |
| Décennies de la photographie : 1850 - 1860 - 1870 - 1880 - 1890 - 1900 - 1910 |

Cet article présente les faits marquants de l'année 1887 en photographie.

## Événements
- John Carbutt, employé de la firme de George Eastman créateur de Kodak, invente le film souple transparent en nitrate de cellulose ; Eastman le commercialise l'année suivante.
- 2 mai : Hannibal Goodwin (en), un ecclésiastique américain et inventeur, dépose un brevet pour une pellicule photographique en rouleau de celluloïd ; le brevet sera accordé le 13 septembre 1898[1].
- Le photographe allemand Ottomar Anschütz invente l'électrotachyscope, un disque de 24 diapositives contrôlé manuellement et illuminé par un tube de Geissler, avec lequel il réalise des travaux de décomposition du mouvement.
- Les photochimistes allemands Adolf Miethe et Johannes Gaedicke (de) inventent le flash photographique au magnésium.
- septembre : le photographe américain James Presley Ball devient le photographe officiel de la célébration du 25e anniversaire de la Proclamation d'émancipation[2].
- Création à Munich du studio photographique Atelier Elvira par la juriste et actrice Anita Augspurg et son amie photographe Sophia Goudstikker.
- Le photographe d'origine arménienne Gabriel Lekegian s'installe au Caire en Égypte et ouvre un studio dans le quartier européen du Caire en face de l'hôtel Shepheard, à l'enseigne “Photographie Artistique G. Lekegian & Co”[3].
- Valentin Linhof fonde à Munich l'entreprise Linhof qui fabrique des appareils photographiques.
- L'avocat et homme politique américain George Shiras III abandonne la chasse qu'il pratiquait dans le Michigan pour pratiquer la photographie animalière ; il est le premier à montrer, avec ses photographies au flash et l'utilisation de pièges photographiques, la vie nocturne des animaux dans la forêt[4].
- Le photographe Albert Londe et le chimiste Gaston Tissandier fondent en France de la Société d'excursions des amateurs photographes[5].

## Photographies notables

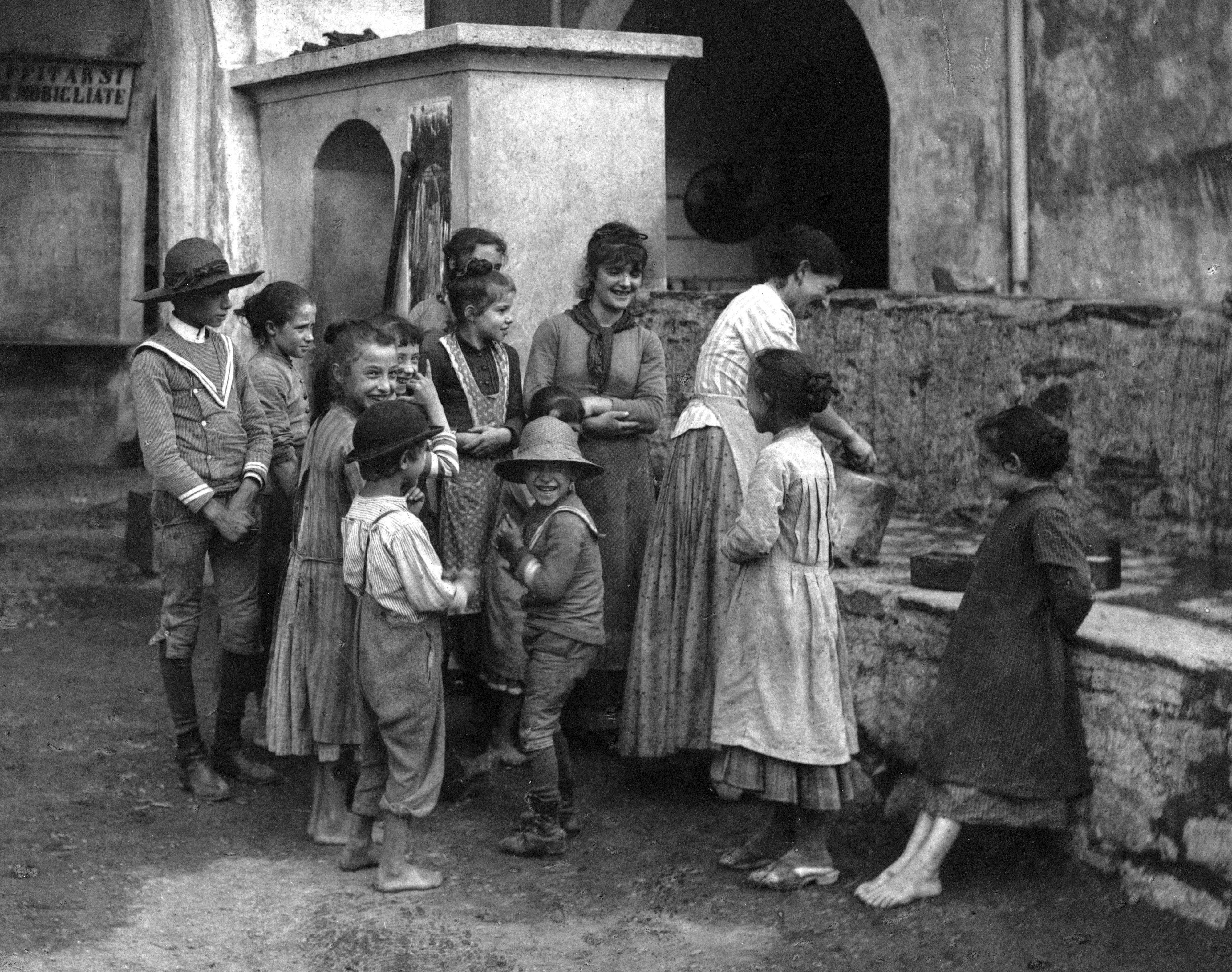
Alfred Stieglitz, The Last Joke, Bellagio.

- Alfred Stieglitz publie son premier article, A Word or Two about Amateur Photography in Germany, pour la revue britannique Amateur Photographer, et remporte le premier prix décerné par cette même revue pour sa photographie The Last Joke, Bellagio (en).
- La naturaliste et peintre américaine Mary Vaux Walcott effectue avec sa famille un voyage de quatre mois en chemin de fer à travers l'Ouest américain et les Rocheuses canadiennes ; elle tient un journal de voyage et réalise des photographies ; deux albums sont conservés à la Library Company de Philadelphie[6].

## Livres de photographies
- (en) Peter Henry Emerson, Pictures From Life in Field And Fen, Londres, George Bell and Sons.
- Eadweard Muybridge, Animal Locomotion (en), ouvrage en 11 volumes contenant 4 202 photographies prises entre 1872 et 1885 pour étudier le mouvement chez les animaux.

## Études, essais, articles
- Arthur Batut, La Photographie appliquée à la production du type d'une famille, d'une tribu ou d'une race, Paris, Gauthier-Villars, 23 p. (lire en ligne).
- Étienne-Jules Marey, Étude de la locomotion animale par la chrono-photographie, Nancy, Berger-Levrault, 26 p. (publication d'une communication faite au congrès de l'Association française pour l'avancement des sciences à Nancy en 1866.
- Ernest Mouchez, La photographie astronomique à l'Observatoire de Paris et la carte du ciel, Paris, Gauthier-Villars, 107 p. (En ligne sur gallica).
- Hermann Wilhelm Vogel, La photographie des objets colorés avec leurs valeurs réelles. Manuel des procédés isochromatiques et orthochromatiques, traduction de l'allemand par Henry Gauthier-Villars, Paris, Gauthier-Villars, X-193 p.

## Prix et récompenses
- Médaille de la Royal Photographic Society : Frederick H. Evans pour une exposition de microphotographies.

## Naissances

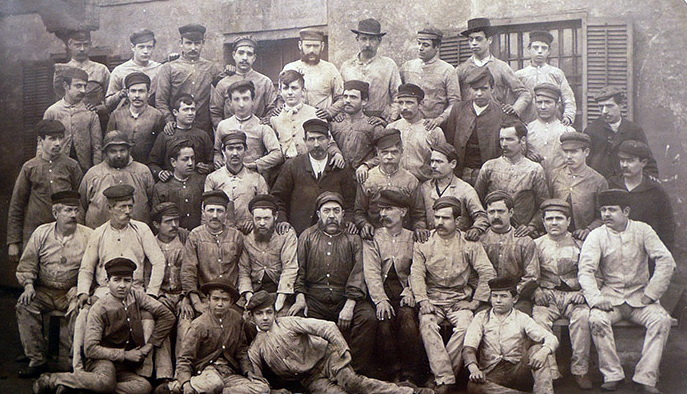
Jules David, Ouvriers de la Ferrería de Heredia à Malaga, Espagne

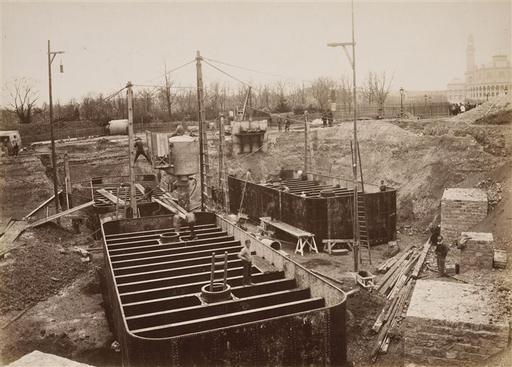
Pierre Petit, Les fondations de la tour Eiffel. Caissons

- 1er janvier : Joseph T. Rucker, directeur de la photographie américain, mort le 21 octobre 1957.
- 4 février : Boris Lipnitzky, photographe français d'origine ukrainienne, mort le 6 juillet 1971.
- 19 février : Paul Wolff, photographe allemand, mort le 10 avril 1951.
- 8 mai : Édouard Kutter, photographe luxembourgeois, mort le 3 novembre 1978.
- 10 juillet : Tonka Kulčar-Vajda, photographe croate, mort le 24 novembre 1971.
- 12 novembre : Fernand Cuville, photographe français, mort le 25 juin 1927.
- 15 novembre : Indalecio Ojanguren, photographe et alpiniste basque espagnol, spécialisé dans la photographie de paysages, mort le 18 février 1972.
- Date précise inconnue ou non renseignée :
  - Lorenzo Almarza Mallaina, photographe espagnol, mort en 1975.
  - Minoru Minami, photographe japonais, mort en 1948.

## Décès
- 21 janvier : Johann Franz Michiels, sculpteur et photographe belge naturalisé prussien, né le 5 octobre 1823.
- 23 février : Caroline Emily Nevill, photographe britannique, née le 31 mai 1829.
- 31 mars : Luis García Hevia, peintre et photographe colombien, né le 19 août 1816.
- 20 avril : Anatole Louis Godet, photographe français, né le 1er avril 1839.
- 12 mai : Ukai Gyokusen, photographe japonais, né en 1807.
- 14 mai : Hippolyte Bayard, inventeur et photographe français, né le 20 janvier 1801.
- 20 mai : Paul Chappuis, entrepreneur et photographe français, actif en Angleterre, né le 21 décembre 1815.
- 3 juillet : Carol Szathmari, photographe roumain, né le 11 janvier 1812.
- 24 novembre : John Benjamin Dancer, scientifique britannique, photographe et l'un des pionniers de la microphotographie, né le 8 octobre 1812.
- 14 décembre : Thomas Annan, photographe britannique, né en 1829.
- Date précise non renseignée ou inconnue : 
  - Giuseppe Allegri, photographe italien, né en 1814.
  - Daniel Davis, Jr., photographe américain, né en 1813.

## Célébrations
Centenaire de naissance
- Louis Daguerre